# Трускавецька
Трускаве́цька (англ. Truskavetska) —  мінеральна природна столова вода, аналогічна за гідро-карбонатно-сульфатним та кальцієво-магнієвим складом з мінеральною водою «Нафтуся», придатна для тривалого зберігання та промислового розливу у пляшки. Має низький рівень мінералізації — до 0,9 г/дм³.

## Історія
Оскільки мінеральна вода з джерела «Нафтуся» № 1 при контакті з повітрям та світлом дуже швидко руйнується, для промислового розливу та зберігання у пляшках була вибрана мінеральна вода з джерела «Нафтуся» № 2. У неї аналогічний гідро-карбонатно-сульфатний кальцієво-магнієвий склад, менший вміст органічних речовин та інших компонентів, на відміну від «Нафтусі». Згідно з дослідженнями спеціалістів гідрологічної режимно-експлуатаційної станції та Українського науково-дослідного інституту медичної реабілітації і курортології, «Трускавецька» не має специфічного нафтового запаху, вона придатна для тривалого зберігання та промислового розливу у пляшки. Щоб споживачі не плутались, мінеральна вода з джерела «Нафтуся» № 2 отримала назву «Нафтуся Трускавецька лікувальна вода».
З 1961 року джерело «Нафтуся» N2 в урочищі «Помірки» почало експлуатуватися для розливу мінеральної води. У 1962 році в урочищі збудовано завод з розливу мінеральної води «Нафтуся», який розливав воду під назвою «Нафтуся Трускавецька», безпосередньо но місці добування із джерела «Нафтуся» № 2, з розвідувальної свердловини No 24-Р. Продукція заводу реалізовувалася лише через аптечну мережу. У 1964 році мінеральна вода «Трускавецька» зі свердловини № 24-Р була атестована.
Мінеральна вода «Трускавецька» у колишньому СРСР була однією з найвідоміших і корисних мінеральних вод.
У травні 1995 року завод мінеральних вод «Нафтуся» було приватизовано, а в 1997 році завод було реорганізовано у ЗАТ Фірма «Т.С.Б.».
ЗАТ Фірма «Т.С.Б.» є єдиним заводом який здійснює розлив безпосередньо на місці видобутку на висоті понад 400 метрів над рівнем моря.
Згодом розливати мінеральну воду «Трускавецька» окрім ТзОВ «Т. С. Б.», почали ПІІ ТзОВ «Аква Еко» та ТОВ «Акваріус», який розливав мінеральну воду зі свердловини на північній ділянці Помірецького родовища мінеральних вод. 
У 2010 роках ПІІ ТзОВ «Аква Еко» викупило виробничі потужності та спецдозвіл на видобуток мінеральної води у ТОВ «Акваріус».
У 2021 році Dragon Capital закрила угоду з купівлі 100%  ПІІ ТзОВ «Аква Еко» у міжнародної групи IDS Borjomi International.
У 2023 році Dragon Capital зареєструвала ТОВ «Трускавецька», під управління якого перейшло ПІІ ТзОВ «Аква Еко». Того ж року 50% акцій ТОВ «Трускавецька» було придбано АТ «Закритий недиверсифікований венчурний корпоративний інвестиційний фонд «Лев». Пізніше цього ж року АМКУ дозволив  ТОВ «Трускавецька» придбати активи ТзОВ «Т. С. Б.», що дозволить консолідувати бренд «Трускавецька».
у 2025 році Dragon Capital планує збудувати ще один завод мінеральної води «Трускавецька», який буде більшим за два попередні — ПІІ ТзОВ «Аква Еко» та ТзОВ «Т. С. Б.» — і зможе випускати 1 млн пляшок води на добу.

## Хімічний склад
«Трускавецька» належить до гідрокарбонатних столових мінеральних вод із низьким рівнем мінералізації. Вона має унікальний природний склад, що формується в підземних водоносних горизонтах курортного регіону Трускавця. 
Завдяки природному показнику pH 7,8 вода має легкий лужний ефект, що сприяє нейтралізації надмірної кислотності в організмі. При регулярному вживанні вона:
- підтримує фізіологічну рівновагу та обмін речовин;
- має м’яку детоксикаційну дію;
- активізує антиоксидантну систему;
- сприяє виведенню продуктів метаболізму;
- підвищує адаптаційні можливості організму до стресових і фізичних навантажень[6].

Завдяки низькому рівню мінералізації не має обмежень для щоденного споживання, включаючи дітей, людей похилого віку та тих, хто дотримується дієтичного харчування.